# Sigrún Magnúsdóttir
Sigrún Magnúsdóttir (ur. 15 czerwca 1944 w Reykjavíku) – islandzka polityk, minister środowiska i zasobów naturalnych w latach 2014–2017.
Od 2013 do 2016 roku reprezentowała okręg wyborczy Północny Reykjavik jako poseł do Althing z ramienia Partii Postępu. Na stanowisko ministra środowiska i zasobów naturalnych została powołana 31 grudnia 2014 roku. Jej poprzednikiem był Sigurður Ingi Jóhannsson, który połączył funkcję ministra środowiska z funkcją ministra rybołówstwa i rolnictwa. Sigrún Magnúsdóttir nie brała udziału w wyborach parlamentarnych w 2016 roku  i po utworzeniu nowego rządu, 11 stycznia 2017 roku została zastąpiona przez Björta Ólafsdóttira.